# Кофман, Григорий Яковлевич

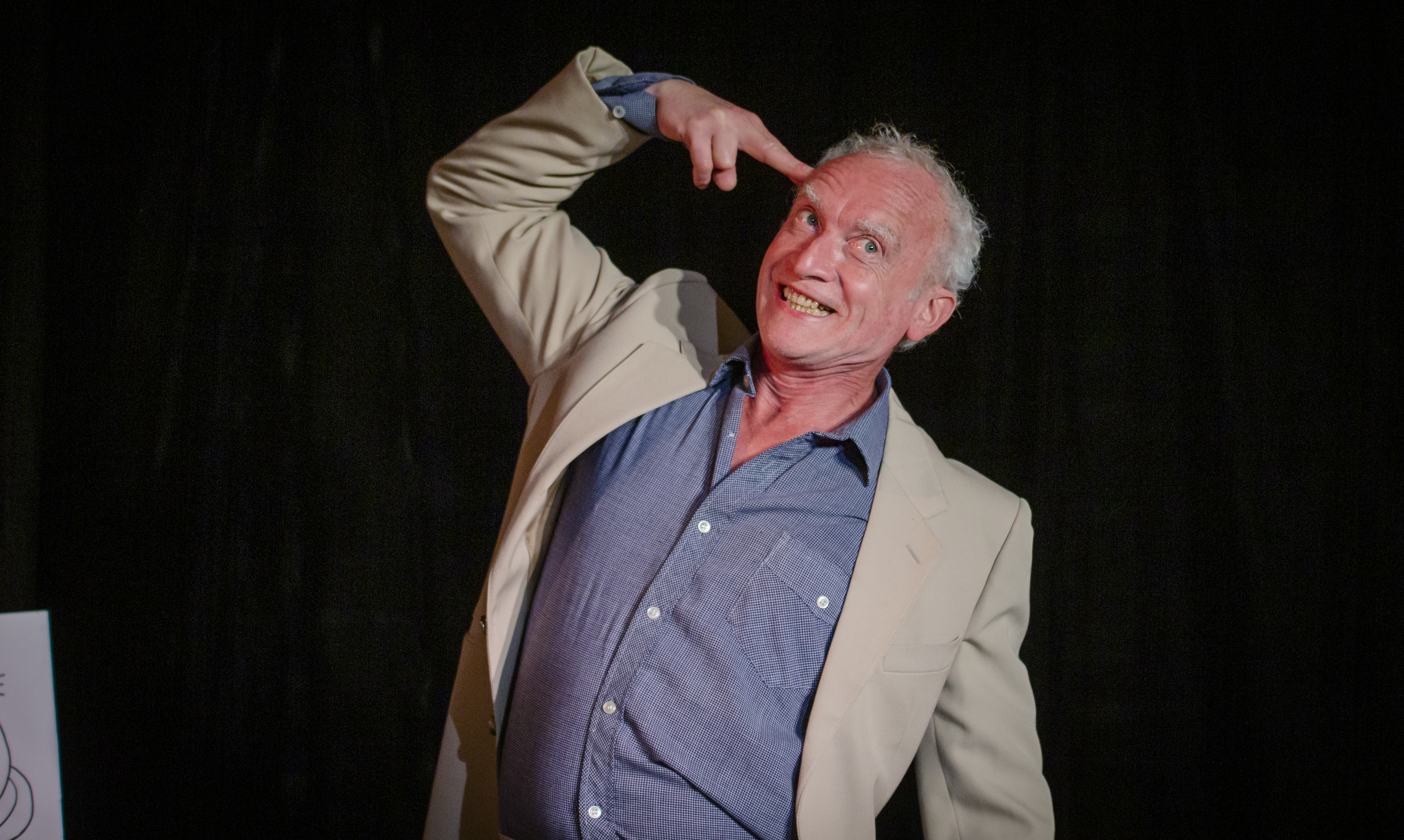
Григорий Кофман. Моно-спектакль по Бродскому в театре ZERO в Израиле

Григорий Яковлевич Кофман (род. 13 октября 1959, Ленинград) — советский актёр, режиссёр, поэт, редактор, педагог. Руководитель ряда театральных проектов, в том числе театрально-музыкальной группы GOFF-Company. Один из организаторов ежегодного международного театрального фестиваля Лаборатория Искусств Кордон-2 (ЛИК-2), проводимого в начале августа у дер. Михайловское (Пушкинские Горы).

## Биография
В 1982 году окончил факультет физической химии Технологического института им. Ленсовета. (Диплом инженера).
В 1990 году окончил Высшую театральную школу им. Б. В. Щукина. (Диплом режиссёра).
С 1994 живёт преимущественно в Берлине.

## Творческая биография
Во время обучения в ЛТИ — актёр, впоследствии художественный руководитель, студенческого театра.
В 1989 году учредил Маленький Петербургский Театр (впоследствии Парамон-театр). При театре функционировала лаборатория и учебный класс.
С 1995 по 2000 год — руководитель петербургского театра Парамон-театра.
С 1995 по 1999 год — преподаватель в рамках театрально-танцевального мастер-класс-проекта telling times (Потсдам — Таллин — Дерри).
С 1995 по 2002 год — актёр Фольксбюне (Volksbuene), Софиен-зэле (Sophiensaele) и других берлинских театров.
С 2000 по 2004 год — координатор ежегодной Недели русского театра в Саарбрюккене (Германия).
2001 год — доцент Theakademie Берлина.
2004 год — доцент Театральной Школы Ingrid Sturm в Вене (Австрия).
С 2004 по 2008 год — руководитель Русского театра (Берлин).
С 2004 по 2019 год — редактор и спикер новостей на радио Русский Берлин.
С 2005 по 2006 год — доцент the@kademie (Берлин).
С 2005 года — организатор ежегодного международного театрального фестиваля Лаборатория Искусств Кордон-2.
C 2007 года — руководитель авангардного музыкально-театрального проекта GOFF-Company.
С 2016 года — руководитель международного театрально-музыкального фестиваля в г. Таурагнай (Литва)

## Режиссёрские работы (выборочно)
Более 45 постановок в разные годы в Санкт-Петербурге, Берлине, Вене, Гамбурге, Айзенахе, Лондондерри, Пскове, в том числе:
- Ich bin`s nicht, Wladimir Putin ist es gewesen (2022-23 г.г.) на немецком языке. («Я здесь ни при чём. Это всё Владимир Путин»)
- 17-я глава (2020)
по стихам Юрия Живаго и роману Б. Л. Пастернака, Camera Obscura c Валерием Вороновым
- Зима. Вивальди (2018)
на русском языке в СПб и 2020 на немецком в Берлине, по своей пьесе
- Бояться автору нечего (2018)
по стихам и эссе А. А. Галича
— Сон. Джон Донн (2017)
по «Большой Элегии…» И. А. Бродского, Camera Obscura c Валерием Вороновым
- Акты (2015)

по циклу пьес А. А. Бартова, GOFF-Company
- Представление (2013)

по произведениям И. А. Бродского, GOFF-Company
- Розанов против Гоголя (2011)

по эссе Виктора Ерофеева, GOFF-Company
- Песни Харри (2009)
по произведениям Harry Martinson, GOFF-Company
- КОЛЕСО (GOFF-Company, 2008) // ОСЬ (Моноспектакль, 2021) по произведениям О. Э. Мандельштама
- Дело врача (Russkiy Theater, Berlin. 2008)

по произведениям писателей-врачей: М. А. Булгакова, Г. Бенна, Л.-Ф. Селина, А. П. Чехова и Юрия Живаго
- Обломов умер. Да здравствует Обломов! (2007)

по пьесе Михаила Угарова
- Моцартина (Mozartin, 2006)

по пьесе Е. Янковски в Русском Театре (Берлин)
- Русский Дух в Датском Лесу (2005)

по текстам Ю. Бардолим и Х.-К. Андерсена в Русском Театре (Берлин)
- Рыбка-бананка (2005)

по произведениям Дж. Д. Сэлинджера, выпускной курс театральной школы Ингрид Штурм (Вена)
- Живаго. Доктор. (2004)

по роману Б. Пастернака в Русском Театре (Берлин)
- Паспорт (2002)

по пьесе П. Буржада в Хакешес Хоф-Театэр (Hackesches Hof-Theater, Берлин)
- Русская рулетка (2001)

по повести А. Куприна «Штабс-капитан Рыбников» в Русском Камерном Театре (Берлин)
- Нож в курицу-несушку (2000)

по пьесе Д. Харроуэра в Фрайен Айзенахер Бургтеатэр (Freien Eisenacher Burgtheater, Айзенах)
- Речь Главного Обвинителя (1998)

по роману В. Сорокина (Theaterforum Kreuzberg, Берлин).
- Лесопреставление (1996-97)
по А. Н. Островскому (ПАРАМОН-Театр, СПб)
- Дар (1996)

по рассказам Н. Садур («Сад») и Ж. Батая («Покойник») ПАРАМОН-Театр-contact-17 (Санкт-Петербург-Гамбург)

## Актёрские работы (выборочно)
Более 60 ролей, участие более чем в 50 театральных постановках, в том числе:
- Ночь в Лиссабоне (2015) — различные роли

по роману Э. М. Ремарка, постановка Салон-Театэр (Salon-Theater, Таунусштайн / Висбаден), реж. Михаил Левитин
- Чёрные олени (2004) — Алф (главная роль)

по произведениям И. Абеле, режиссёр Феликс Гольдман (Felix Goldmann), постановка Акуд-Театэр (Akud-Theater, Берлин)
- Концерт-опера Эмигранты (2003) — Комментатор

режиссёр Петер Швигер (Peter Schweiger), проект Винко Глобокар (Vinko Globokar, Франция) и Ансамбля Новой музыки Юнайтед Берлин (United Berlin)
- Баллада о жутком Макабре (2002) — Аспик

по пьесе М. Гельдерода, режиссёр Анемоне Поланд (Anemone Poland), Театэрфорум Кройцберг (Theaterforum Kreuzberg)
- Клинч (2001)- Учитель (главная роль)

по произведениям А. Слаповского, режиссёр Феликс Гольдман (Felix Goldmann), продукция Акуд-Театэр (Akud-Theater, Берлин)
- Villa die Misteri (2001) — Ницше, Мейерхольд

режиссёр Иван Станев, Софиен-зэле (Sophiensaele, Берлин)
- Антигона (2000)- Тиресий

по трагедии Софокла, режиссёр Тине Мадсен (Tine Madsen), Культурэтаге (Kulturetage, Ольденбург) и Анден Опера (Anden Opera, Копенгаген)
- Голубизна неба (2000) — Троппманн

по произведениям Ж. Батая, режиссёр Иван Станев, Софиен-зэле (Sophiensaele, Берлин)
- Комиссар и Зелёная Пантера (1996) — Кельнер-рассказчик

по произведениям Б. Виана, режиссёр Вольфганг Хофман (Wolfgang Hoffmann), Фабрик е. Ф. (Fabrik e.V., Потсдам)
- Чайка (1995) — Антон Чехов

по пьесе А. Чехова, режиссёр Иван Станев, Фольксбюне (Volksbühne, Берлин)

## Спектакли «Парамон-театра» (выборочно)
Режиссёрские работы:
- «Ленинград. Задний двор» по А. Галичу
- «Сочетанье двух душ» по «Фаусту» И. В. Гёте и «Маленьким трагедиям» А. Пушкина
- «Лесопреставление» по «Лесу» А. Островского
- «Визги чаек над лебединым озером» по «запретным» сказкам Афанасьева
- «Русские у подножия Везувия» по пьесе И. Тургенева «Вечер в Сорренте»
- «Аудитор» по пьесе Н. Гоголя «Ревизор»

Актёрские работы:
- «Пельмени» по В. Сорокину. Мужчина в очках.
- «Сочетанье двух душ» по «Маленьким трагедиям» А. С. Пушкина. Роли Сальери, Лепорелло, Священника, Жида.
- «Ленинград. Задний Двор» по мотивам А. Галича. Бывший ЗэК.
- «Верлибр на волнах любви» по поэзии Х. Мартинсона. Хозяин Дома.

## Спектакли «GOFF-Company»
- «кОлеСо». Герой спектакля — Осип Мандельштам.
- «Песни Харри». Харри Мартинсон — поэт, Нобелевский лауреат в области литературы.
- «Речь главного обвинителя». По роману В.Сорокина «Норма»
- «Розанов против Гоголя».

## Работы в кино и на телевидении (выборочно)
- Spring in Tel Aviv (2024) — Роль Хирурга, Evropa Films Produktion, Regie: Semyon Slepakov
- Into the Unknown (2015) — Актер

Режиссёр И. Вестмайер (I. Westmeier). Производство Morpho Film.
- Small hands in a big war (2013) — полковник Леонид

Режиссёр М. Цирцов (M. Zirzow). Производство ARTE.
- Ведущий-корреспондент программы Жди меня в Германии (2009 −2013)

Производство т/к «ВИД», 1-й Канал
- Любовь (2012) — Аптекарь

Режиссёр С. Ашкенази. Производство 1-й канал (Россия).
- Бирмингемский Орнамент (2010) — Инопланетянин / Городской сумасшедший

Режиссёр А. Сильвестров. Производство т/к «Культура».
- Сувенир из Берлина (Souvenir from Berlin, 2005) — мистер Александр (главная роль)

Режиссёр Д. Младенич (D. Mladenic). Производство Berlinale Talent Campus.
- Привидения (2002) — Вадим (главная роль).

Режиссёр Х. Хенкес (H. Henkes). Производство DFFB-Berlin.
- Враг у ворот (2000) — Политрук

Режиссёр Ж.-Ж. Ано (J.-J.Anaud).
- Комиссар и Зелёная Пантера (1997) — Комиссар

Pежиссёр В. Хофман (W. Hoffmann). Производство Theater-fabrik (Потсдам).
- От Невы до Эльбы (1996) — Уличный музыкант

Режиссёр Юлия Соловьёва. Гамбург.

## Озвучивание
- Синхрон и «голос за кадром», озвучивание ролей в десятках фильмов, в том числе главные роли
- Имидж-фильмы, реклама
- Обучающие программы, документально-просветительские фильмы, аудио-гиды для таких программ и студий как ZDF, WDR, NDR;

## Работы в радиотеатре
- Участие в радиоспектаклях на различных студиях Берлина и Германии в том числе RBB, WDR, Deutschland Radio-Kultur.
- Многочисленные аудиозаписи произведений современной и классической русской и зарубежной литературы.

## Литературная деятельность
Организатор и модератор литературных чтений и салонов: «Встык» (2002 г. книжный магазит «Радуга», Берлин), «Треугольник поэтов» (2006-07 г.г., Русский Театр Берлин), «Пара без умных слов» (2015—2017 г.г., салон кафе-ресторана Ephraim`s, Берлин), «Тыт-а-Тыт» (2017 — …, салон кафе Piano Please)
Автор семи сборников стихов:
- «Предложение выйти за» (2012)
- «Сказки Кофмана» (2014)
- «Русский сбор» (2016)
- «Пол голоса» (2018)
- «Про логи» (2020)
- «Свистопляска» (2023)
- «За трещинами» (2025)